# Opere di scultura e di plastica di Antonio Canova
Le Opere di scultura e di plastica di Antonio Canova è una raccolta di descrizioni delle opere dello scultore Antonio Canova scritte da Isabella Teotochi Albrizzi.

## La nascita dell'opera e le edizioni
Opera maggiore della colta dama, le Opere di scultura e di plastica di Antonio Canova vengono edite nel 1809, prima a Venezia, poi a Firenze.
Una nuova edizione, dedicata a Tomaetto Mocenigo Soranzo, viene pubblicata nel 1810 insieme a La testa d'Elena, opera ispirata al busto che Canova regalò all'autrice.
La terza edizione viene stampata a Pisa nel 1821.

## L'opera

### Dedica
È una lettera indirizzata M... P... C... A... ad aprire l'opera. Il destinatario è quasi sicuramente il Marchese Pindemonte, cui l'autrice si riferisce spesso nella corrispondenza di quel periodo con le parole, di regola abbreviate, Caro Amico.
Isabella Teotochi Albrizzi precisa subito:
Decide infatti di ordinare le opere senza però distinzione alcuna del tempo in cui furono eseguite, e come mi accadeva di vederle, e di ammirarne l'eccellenza.
Troviamo quindi una precisa dichiarazione d'intenti:
L'autrice si trova però a dover superare evidenti limiti:

### Principali sculture descritte
- Le tre Grazie
- Paolina Borghese Bonaparte come Venere Vincitrice
- Monumento funebre a Maria Cristina d'Austria

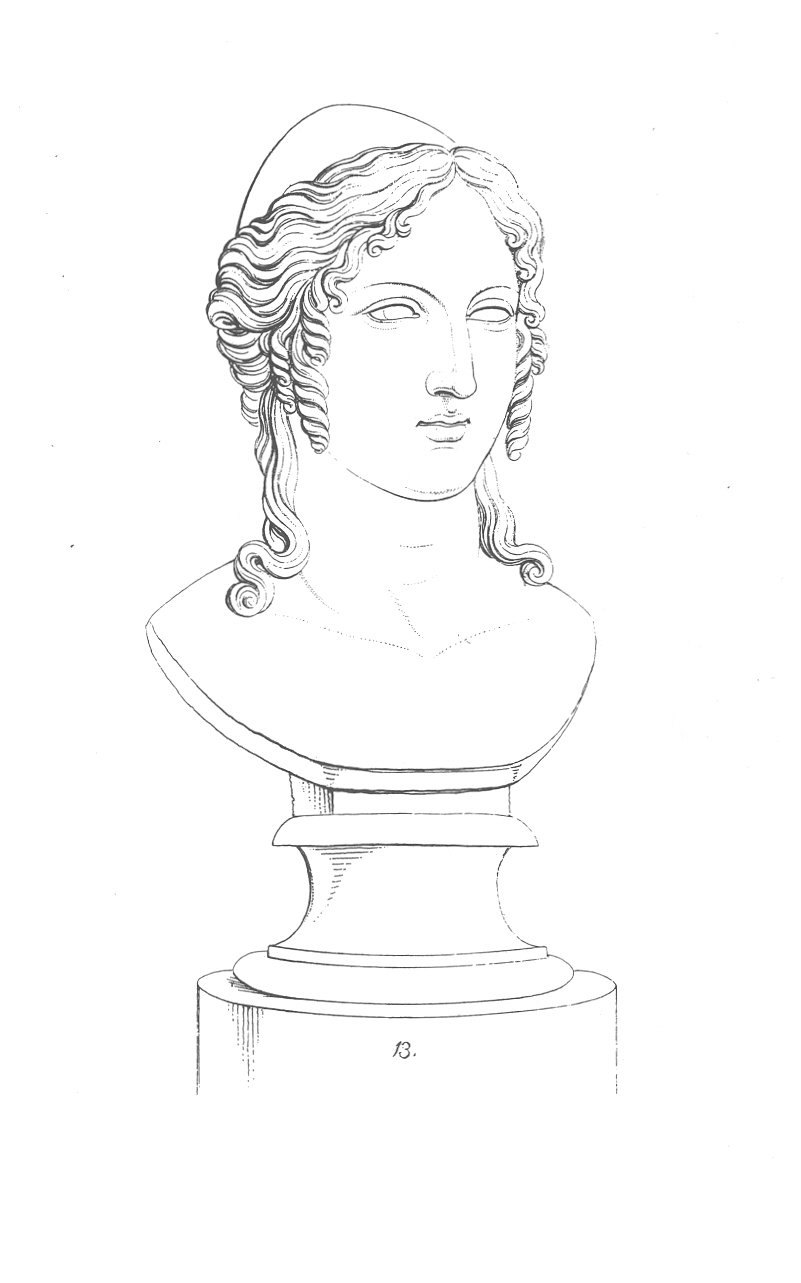
Incisione della Testa di Elena tratta dalle Opere di scultura e di plastica di Antonio Canova

- Ercole e Lica
- Dedalo e Icaro
- Ebe
- Venere e Marte

## La Testa di Elena
Grato, il Canova ringrazierà l'autrice regalandole un busto di Elena.
Il busto venne probabilmente collocato nel casino di Isabella insieme ai bassorilievi sulla vita di Socrate che la dama acquisirà in seguito.
Tra gli altri, anche Lord Byron dedica un epigramma all'opera di Canova:
(Lord Byron)

## Critica
Variegate furono le reazioni all'opera di Isabella Teotochi Albrizzi.
Nella corrispondenza con Vivant Denon l'impresa di Isabella, pur sollecitata e promossa, sembra apparire non priva di pericoli ed errori.
È a questo proposito necessario scandire i tempi responsabili del giudizio tra un ante e un post 1815. Bisogna infatti ricordare i rapporti non propriamente amichevoli intercorsi tra Canova, che si batté strenuamente perché le opere d'arte italiane rimanessero nella penisola, e il direttore del Musée Napoléon. Lo sconfitto Denon, che già in precedenza era stato fautore di una pacata critica (en rendant une sévére justice á Canova, je me fais chaque jour des ennemis et j'augmente le nombre de ceux de cet habile et brave artiste), al tempo della restituzione delle opere d'arte italiane requisite da Napoleone, bollò Canova come l’emballeur.
Nel ricevere la seconda edizione nel 1810 Denon riconduce all'elogio che non lascia respiro e alla mancata storicizzazione dell'invenzione canoviana la sostanziale debolezza delle descrizioni di Isabella. In seguito le critiche del francese si faranno più pungenti.
Molto più cauto ma positivo è il giudizio di Ippolito Pindemonte: egli condivide con la dama la divinizzazione dello scultore e si riserva di notare come lo stile, di una bianca tristezza, sia funzionale non tanto ad emulare l'opera di Canova, quanto invece a darne un resoconto in un certo qual modo critico. Scrive poi, confrontando le Opere di Isabella con i Versi sui marmi del Canova di Melchiorre Missirini, citati da Pier Alessandro Paravia, autore di una biografia dello scultore di Possagno, tra i massimi risultati della critica canoviana:
Pietro Giordani, nemico dichiarato della Teotochi, (basti pensare al velenoso rimprovero al Canova per il dono della testa di Elena alla dama), preferisce i tentativi del giovane Faustino Tadini, Le sculture e pitture di Antonio Canova pubblicate fino a quest'anno 1795, opera nata in seguito alla visita del conte, allora ventunenne, allo studio romano dello scultore, mescola prosa e poesia. Scrive infatti:
La critica di Ugo Foscolo è invece strettamente legata alla poetica. Isabella, come si legge ad esempio nella descrizione originale della Statua Colossale di Napoleone, sovverte il rapporto tra le arti sorelle teorizzato da Giuseppe Parini:
Anteponendo la scultura alla poesia come mezzo espressivo, Isabella di fatto sovvertiva il principio fondante di tutta la poetica foscoliana.
Riguardo allo stile, il poeta muove poi alcuni appunti che, come nota Arnaldo Bruni, ritrattando le scelte adottate tre anni prima nella stesura Dei sepolcri, elevano il carteggio a premessa euristica, capace di disegnare i tratti di un'innovazione che incombe sul versante della poesia.